# Rudolf Feustel
Rudolf Feustel (* 26. Mai 1925 in Zeulenroda; † 28. Februar 2018) war ein deutscher Prähistoriker.

## Leben
Nach seinem Schulbesuch erhielt Feustel eine Berufsausbildung zum Schriftsetzer. Im Anschluss an die Militärzeit und Gefangenschaft machte er 1948 an der Arbeiter-und-Bauern-Fakultät der Universität Jena Abitur. Bis 1952 belegte er ein Studium der Geographie, Ur- und Frühgeschichte, Geschichte und Volkskunde an der Universität Jena und erhielt 1953 ein Diplom im Hauptfach Geographie. Bis 1955 war er Dozent an der Arbeiter- und Bauern-Fakultät der Jenaer Universität.
Von 1955 bis 1990 war er am Museum für Ur- und Frühgeschichte Thüringens – der Forschungsstelle für die Bodendenkmalpflege in den Bezirken Erfurt, Gera und Suhl der DDR tätig. Seine Dissertation mit dem Thema Die Silexartefakte der mesolithischen Stationen Thüringens verfasste er 1956 an der Universität Jena. Später erfolgte eine Spezialisierung auf Alt- und Mittelsteinzeitforschung.
1969 erfolgte die Habilitation an der Universität in Jena zum Thema Technik der Steinzeit. Die gedruckte Fassung der Habilitationsschrift 1973 (2. Auflage 1983) wurde ein Standardwerk für die Studentenausbildung und Forschung zur Steinzeit der 1970er- und 80er-Jahre. Feustels Werk Abstammungsgeschichte des Menschen erreichte sechs Auflagen.
Mit Beginn seiner Anstellung in Weimar arbeitete Feustel in der archäologischen Denkmalpflege an verschiedenen Forschungsschwerpunkten. An erster Stelle waren die Ausgrabungen auf jungpaläolithischen Stationen des Saalegebietes in Oelknitz, Lausnitz, im Bärenkeller in Königsee-Garsitz, an der Fuchskirche bei Allendorf sowie der Teufelsbrücke am Gleitsch bei Saalfeld-Obernitz. Das Ausgrabungsprogramm fand in mehreren Materialvorlagen seinen publizistischen Abschluss.
Zum Neolithikum befasste sich Feustel mit dem Thema Totenhütten/Kollektivgräber und mit Problemen zur mitteldeutschen Schnurkeramik.
In den Jahren 1954–1957, 1959–1961 sowie 1967/68 wurden unter seiner Leitung mittelbronzezeitliche Grabhügel in Südthüringen ausgegraben. Die Hügel von Schwarza, im Landkreis Schmalkalden-Meiningen, lieferten das Material für eine interdisziplinäre Fundvorlage, die 1958 besonders durch die für die damalige Zeit einzigartigen Untersuchungen an Textilresten Maßstäbe setzte.
Der Erforschung der vorrömischen Eisenzeit galten Feustels Ausgrabung auf dem Herrenberg im Landkreis Sonneberg und die Bearbeitung frühlatènezeitlicher Körperflachgräber von Creuzburg im Wartburgkreis. Im Jahr 1979 gab er die Broschüre Keltenforschung in Südthüringen heraus, die den Problemkreis um die Steinsburg behandelte. Zuvor war unter seiner Leitung von Weimar aus die ständige Ausstellung des Steinsburgmuseums in Römhild zum 50-jährigen Jubiläum dieses Hauses neu gestaltet worden. Bei einem internationalen Kolloquium zum Thema Keltisch-germanische Beziehungen im Mittelgebirgsraum im Mai 1989, dessen Vorträge später von Sigrid Dušek im Rahmen der Reihe Weimarer Monographien zur Ur- und Frühgeschichte zusammengefasst herausgegeben wurden, stand erneut die vorrömische Eisenzeit im Mittelpunkt. Es war Feustels letzte wissenschaftliche Veranstaltung, die er mit initiierte und deren Gastgeber das Museum in Weimar unter seiner Leitung war.
Mit der Publikation des Adelsgrabes von Nordhausen 1984 beteiligte sich Feustel auch an der Diskussion um ein Traditionsthema der mitteldeutschen Kaiserzeitforschung.
Der mittelalterlichen Besiedlung des Thüringer Waldes und seinen Gewerben galten Ausgrabungen, die Feustel auf den mittelalterlichen Wüstungen Glasbach bei Steinbach im  Wartburgkreis und Gumprechtsdorf im Thüringer Holzland durchführte.
Zur Weiterbildung ehrenamtlicher Bodendenkmalpfleger in der DDR regte Feustel die Erarbeitung der Typentafeln zur Ur- und Frühgeschichte an und übernahm in Zusammenarbeit mit  Fachkollegen im Auftrag der Fachgruppe Ur- und Frühgeschichte des Kulturbundes der DDR die Redaktion des Nachschlagewerkes.
Über sein Spezialgebiet hinaus arbeitete der Prähistoriker Feustel in fast allen urgeschichtlichen Perioden.

## Schriften (Auswahl)
- Bronzezeitliche Hügelgräberkultur im Gebiet von Schwarza (Südthüringen) (= Veröffentlichungen des Museums für Ur- und Frühgeschichte Thüringens. 4, ISSN 0077-2291). Böhlau, Weimar 1958.
- Sexuologische Reflexionen über jungpaläolithische Objekte. In: Alt-Thyringen. Band 11. Weimar 1971.
- Technik der Steinzeit. Archäolithikum, Mesolithikum (= Veröffentlichungen des Museums für Ur- und Frühgeschichte Thüringens. 4). Böhlau, Weimar 1973, (2. Auflage. ebenda 1985, (online)).
- Abstammungsgeschichte des Menschen. Fischer, Jena 1976, (6., überarbeitete und erweiterte Auflage. Fischer, Jena 1990, ISBN 3-334-00272-1).